# La Reine des barbares
Pour plus de détails, voir Fiche technique et Distribution.
La Reine des barbares (titre original : La regina dei Tartari) est un film italo-français de Sergio Grieco sorti en 1960.

## Synopsis
Igor, le chef des Barlas, recueille Tanya, dont la famille a été massacrée. Les années passent. Tanya succède à Igor. Elle s'oppose à Malok, chef des Tartares Noirs, qui lui aussi voudrait prendre la tête des deux tribus. Ils décident enfin de s'unir pour attaquer la ville de Kwarizim, réputée imprenable…

## Fiche technique
- Titre original : La regina dei Tartari
- Titre français : La Reine des barbares
- Réalisation : Sergio Grieco
- Scénario : Marcello Ciorciolini et Rate Furlan
- Adaptation française : Pierre Cholot  et Bruno Guillaume
- Directeur de la photographie : Alfio Contini
- Montage : Enzo Alfonsi
- Musique : Bruno Canfora
- Costumes : Mario Giorsi
- Directeur de production : Italo Zingarelli
- Distribution en France : Les films Fernand Rivers
- Genre : Péplum
- Pays de production :  Italie,  France
- Durée : 85 minutes
- Date de sortie :
  - Italie : 5 octobre 1960
  - France : 29 mars 1961

## Distribution
- Chelo Alonso (VF : Nathalie Nerval) : Tanya
- Jacques Sernas (VF :  Gabriel Cattand) :  Malok
- Folco Lulli (VF : Henri Nassiet) : Igor
- Philippe Hersent (VF : Louis Arbessier)  : Katermai
- Raf Baldassarre  (VF : Georges Atlas) : Prisonnier
- Andrea Scotti : Chagatai
- Mario Petri : Timur
- Pietro Tordi  (VF : Fernand Fabre) : Morobas
- Ciquita Coffelli : Oruska
- Omero Capanna : un cavalier
- Piero Lulli  (VF : Georges Atlas) : Seikor